# Carl Whitaker
Carl Whitaker (1912-1995) fue un psiquiatra estadounidense, pionero en Terapia familiar.
Desde 1946 Whitaker fue presidente del departamento de psiquiatría de la Universidad de Emory, donde se focalizó en el tratamiento de personas diagnosticadas de esquizofrenia, y sus familias. Desde 1965 hasta su retiro en 1982, fue profesor de psiquiatría de la Universidad de Wisconsin-Madison.
Su trabajo ha sido caracterizado como "confrontacional", pero realmente lo que el trató de confrontar fue el proceso de la terapia, cambiando éste según los supuestos que el consultante tenga de su propia enfermedad mental.
Él siempre consideró que la mayor contribución a la terapia proviene de la persona del terapeuta y de sus maneras de vincularse con sus pacientes, y no de sus técnicas.

## Contribuciones a la terapia familiar
Sus dos contribuciones esenciales fueron:
1. El desarrollo de un modelo de Coterapia (abordaje de una intervención terapéutica por 2 terapeutas)

1. La llamada Terapia simbólica experiencial. Desarrollado junto a John Warkentin, Thomas Malone y otros. Se basa en una concepción fenomenológica- existencial del desarrollo humano, resaltando la idea de que no se puede enseñar a una familia, a través de una comprensión intelectual, cómo puede cambiar sus modos de vida. En este enfoque se usa el lenguaje metafórico, y el mismo proceso de interacción personal, como una posibilidad de aprender de modo más eficaz a través de la experiencia.

A modo de ejemplo, desafiaba a cada paciente a luchar con un arma al principio de la terapia. Explicaba que si iba a tener que luchar con alguien para ayudarle a cambiar, él también podría tener este derecho sobre la mesa. Dijo que hizo esto satisfactoriamente durante años hasta que no se sintió genuino más, entonces dejó de hacerlo.